# Posaunenrohr

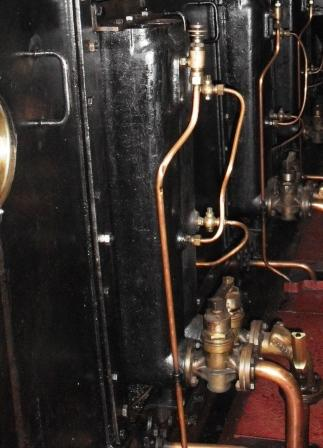
Blick auf die Ein- und Austrittsposaune zur Kühlwasserversorgung eines Kolbens

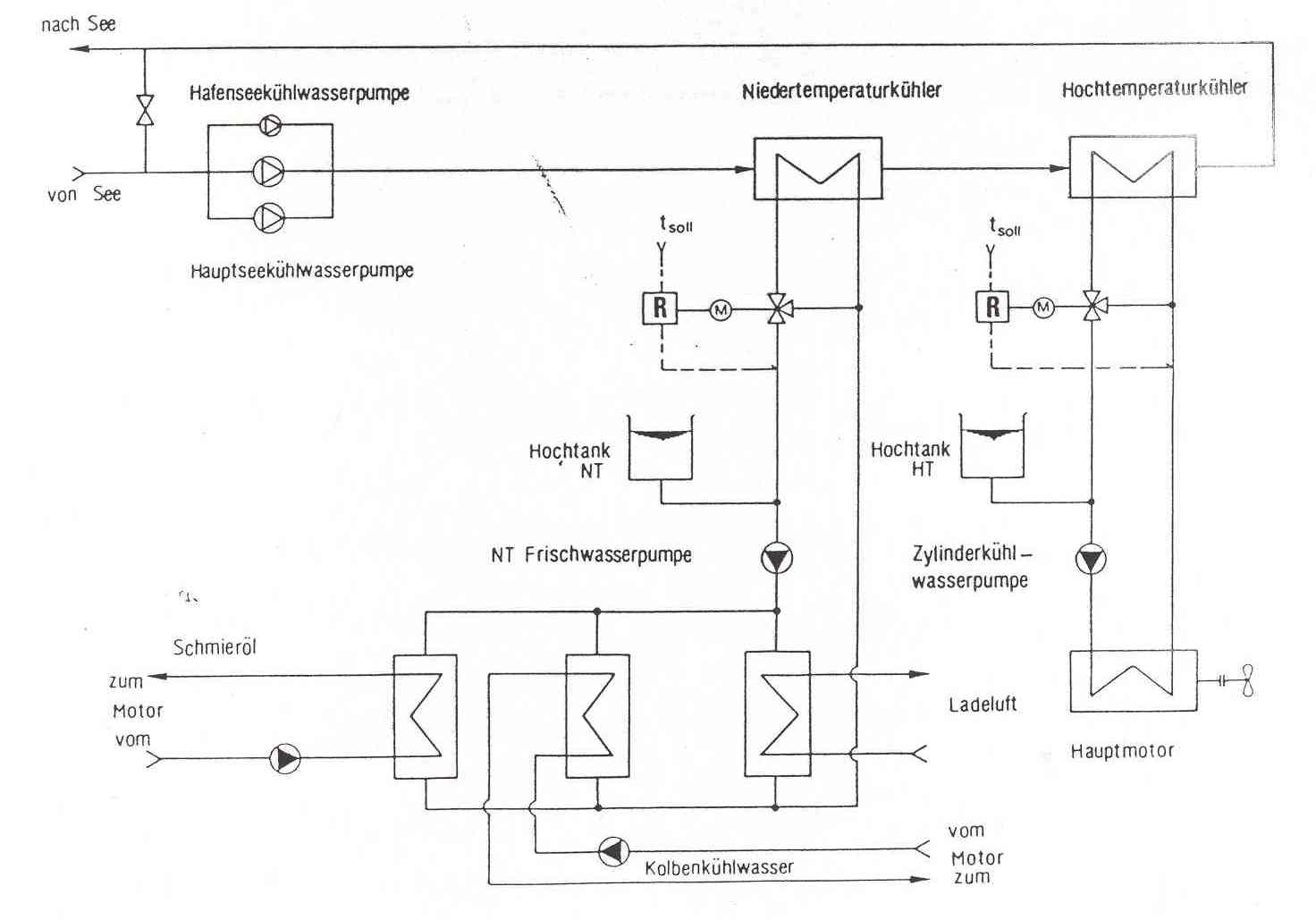
Das Kolbenkühlwasser wird im Kühlwassersystem zurückgekühlt (s. im unteren Teil des Gesamtsystems)

Als Posaunenrohr wird ein Teleskoprohr der Kühlwasserzuführung und -ableitung an Schiffsdieselmotoren in Kreuzkopfbauart bezeichnet.

## Kolbenkühlung von Kreuzkopf-Dieselmotoren zum Schiffsantrieb
Die Kühlung von großen, langsam laufenden (90 – 180/min) Zweitakt-Schiffsdieselmotoren erfolgt mit Süßkühlwasser, das in Wärmetauschern von Seewasser zurückgekühlt wird. Diese Motoren sind in der Regel mit einem Kreuzkopf (Kreuzkopf-Dieselmotoren) ausgestattet. Die Kolbenstange führt nur rein vertikale Bewegungen durch und lässt sich gut mit einer Stopfbuchse abdichten. Daher sind der Verbrennungsraum und der Triebwerksraum voneinander getrennt und schwefelige Verbrennungsrückstände gelangen nicht in den Triebwerksraum. Dies ist wichtig, da fast alle großen Schiffsdieselmotoren mit Schweröl betrieben werden, das bis zu 4,5 Prozent Schwefel enthalten darf.
Der Kolben der Motoren ist thermisch hoch belastet, daher wird er mit Wasser oder mit Öl gekühlt (Kolbenkühlung). Zur Kolbenkühlung dient ein separates Kühlsystem mit eigener Pumpe, um eine beständige Zirkulation zu gewährleisten. Bei der Wasserkühlung erfolgt die Wasserzufuhr zum Kolben mit Hilfe von Schläuchen oder Rohren, die am Kreuzkopf angeflanscht sind. 

## Posaunenrohre
Werden Rohre eingesetzt, laufen jeweils zwei Rohre teleskopisch ineinander, um den vertikalen Bewegungen der Kolben zu folgen. Diese Verbindung zwischen dem hin- und hergehenden Triebwerk und der Kühlwasserzuleitung wird Posaune und die Rohre Posaunenrohre genannt. 
Über dem Wasserraum befindet sich im Zu- und Ablaufrohr je ein Windkessel mit einem Luftpolster, um Wasserschlag und dadurch verursachte Rohrreißer zu vermeiden. Um das Luftpolster zu erhalten, wurde den Windkesseln ständig Druckluft von einem kleinen, der Hauptmaschine angehängten, Kompressor zugeführt.

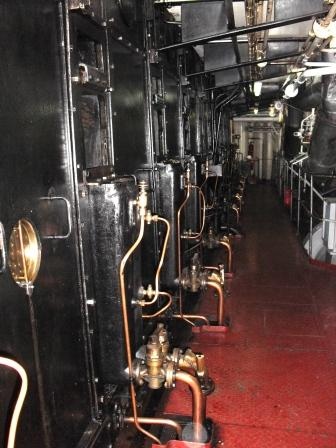
Ein- und Austrittsposaunen zur Kühlwasserversorgung aller Kolben eines Zweitakt-Hauptmotors mit rund 10.000 PS
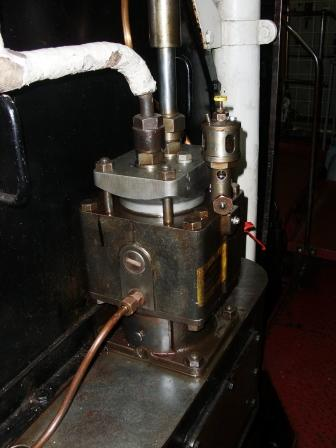
Am Dieselmotor angehängter Verdichter zur Versorgung der Windkessel der Posaunenrohre mit Druckluft
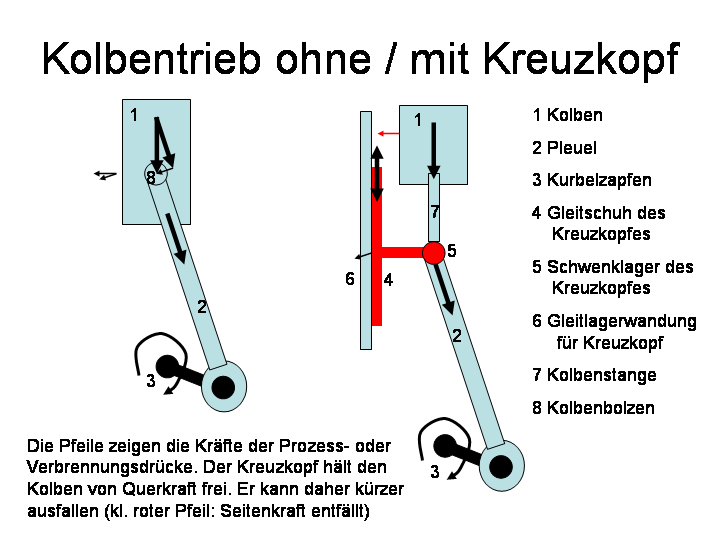
Motorprinzip ohne Kreuzkopf (Tauchkolbenmotor) und mit Kreuzkopf (Kreuzkopfmotor)
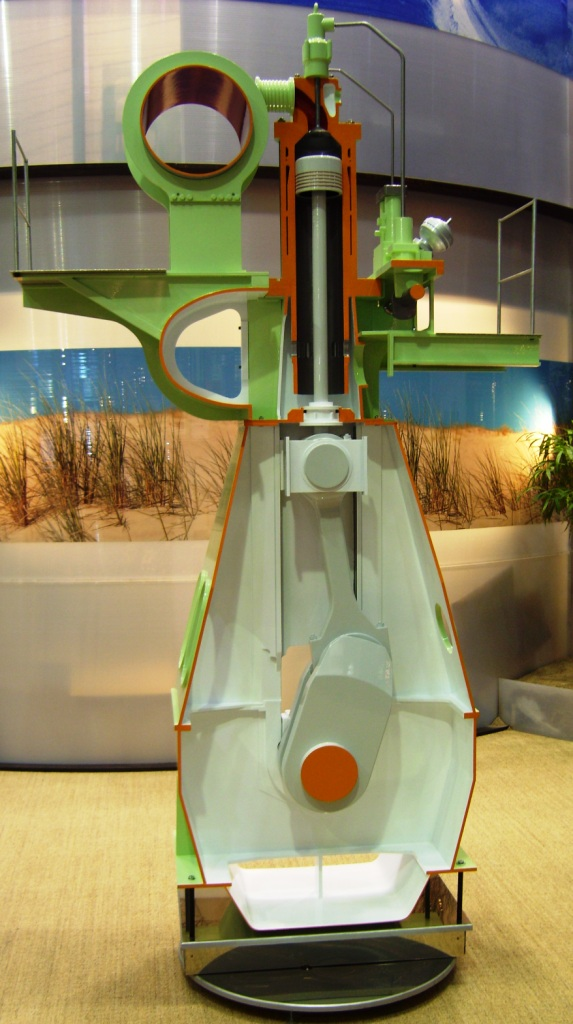
Querschnitt eines langsamlaufenden modernen Schiffdieselmotors in typischer Zweitakt-Bauart, gut zu erkennen der Kreuzkopf und darüber die Stopfbuchse (Modell)